# سینا شعبان‌خانی
سینا شعبان‌خانی (زاده ۳ آذر ۱۳۶۸) در شهریار خواننده، ترانه‌سرا، آهنگساز و تنظیم کننده موسیقی پاپ ایرانی است.
وی به عنوان آهنگساز و ترانه‌سرا در آلبوم تیک میثم ابراهیمی که در اسفند ۱۳۹۵ منتشر شد مشارکت داشته است. 

## شروع فعالیت
سینا شعبان‌خانی در یک خانوادهٔ هنرمند به دنیا آمده است. پدر وی نوازنده پیانو است و پسر عموی پدر او تورج شعبان‌خانی آهنگساز بوده و در رشد هنری سینا تأثیرات به‌سزایی داشته است.
اولین قطعهٔ رسمی و مجاز وی با عنوان من بی‌قرارم در سال ۱۳۹۶ منتشر گردید. سینا شعبانخانی با تک‌آهنگ «جادوی خاص» و تیتراژ برنامه ماه عسل توانست به‌خوبی بین مردم شناخته شود که سومین اثر وی به‌شمار می‌رود.
- صحبت‌های سینا شعبانخانی در برنامهٔ دورهمی
- صحبت‌های سینا شعبان‌خانی در برنامهٔ خندوانه
- صحبت‌های سینا شعبان‌خانی در برنامهٔ من و شما
- صحبت‌های سینا شعبان‌خانی در برنامهٔ جعبه سیاه (قسمت پانزده)

## کنسرت
اولین کنسرت سینا شعبان‌خانی در ۱۷ مرداد ۱۳۹۶ در سالن همایش میلاد محل دائمی نمایشگاه‌های بین‌المللی تهران برگزار شد.

## ترانه‌شناسی

### آلبوم‌ها
- جادوی خاص (۱۳۹۶) این آلبوم برای دانلود قانونی به صورت انحصاری روی وبسایت ریتمو قرار گرفته است.[۱۰]

### تک‌آهنگ‌ها
- قلب منی
- شب مهتابی 
  - یلدا
- سایه سر
- یارم
- یار شیرین
- جاده یکطرفه
- یکی بود یکی نبود
- دست بردار
- به جون تو
- یار دلم
- نقطه حساس
- جادوی سیاه
- دل‌بستم
- ناراحتم
- به هیشکی نگو (تیتراژ برنامهٔ درجه یک)
- ماجرای عشق
- هیس
- هولم نکن
- رنگ سال
- ای یار
- حس من (تنظیم: حامد برادران)
- بی‌آزار (تنظیم: حامد برادران)
- هست و نیست (تیتراژ سریال هست و نیست)
- خاطرات خوش
- نزدیکای پاییز (تنظیم: حامد برادران)
- خوب یا بد (تنظیم: حامد برادران)
- چشماتو ببند (تنظیم: حامد برادران)
- ماه عسل ۹۶ (تیتراژ پایانی)
- عمداً (تنظیم: حامد برادران)
- من بی‌قرارم (تنظیم: حامد برادران)
- من عاشق توأم (المپیک ۲۰۱۶)
- هم‌خونه
- من بی‌تو (تنظیم: حامد برادران)
- دیوونه میشم
- تب چشمات
- چشمای مست (تنظیم: حامد برادران)
- یار جونی
- جادوی خاص ۲ (ریمیکس: حامد برادران)
- آخر کار خودتو کردی (تنظیم: حامد برادران)
- اگه نباشی (تنظیم: حامد برادران)
- ملک‌بانو
- تنگ غروب
- جادوی خاص
- بارون ممتد
- وای که دلم (تنظیم: حامد برادران)
- بدون تو تنهام
- جاده یکطرفه